# Britani
A Britani női név angol eredetű és Britannia nevéből származik, a Brittany név magyar alakja.

## Rokon nevek
Britni

## Gyakorisága
Az újszülötteknek az 1990-es években nem lehetett anyakönyvezni. A 2000-es és a 2010-es években sem szerepelt a 100 leggyakrabban adott női név között.
A teljes népességre vonatkozóan a Britani sem a 2000-es, sem a 2010-es években nem szerepelt a 100 leggyakrabban viselt női név között.

## Híres Britanik
- Brittany Murphy amerikai színésznő